# Lijst van parochies van het bisdom Hasselt
Het bisdom Hasselt in de Belgische provincie Limburg telt 302 parochies. Deze parochies zijn gegroepeerd in 58 pastorale eenheden en federaties, en enkele pastorale eenheden samen vormen een van de 7 dekenaten.
De onderstaande lijst geeft een overzicht van de parochies. Per parochie wordt de naam gegeven (dit is ook de naam van de patroonheilige); het dorp, gehucht of wijk dat met de parochie overeenkomt; de administratieve gemeente waarin de parochie (grotendeels) ligt; het aantal inwoners van de parochie en een foto van de kerk.

## Dekenaat Beringen
Het dekenaat Beringen omvat de gemeenten Beringen, Ham, Heusden-Zolder, Leopoldsburg, Tessenderlo en Houthalen-Helchteren.
| Parochie                                     | Stad/dorp/wijk (deelgemeente)   | Gemeente             | Inwoners (Bron:Bisdom Hasselt) | Kerk                                     |
| Pastorale eenheid Sint-Petrus Beringen       |                                 |                      |                                |                                          |
| Sint-Pietersbanden                           | Beringen                        | Beringen             | 6.757                          | Sint-Pietersbandenkerk                   |
| Sint-Theodardus                              | Beringen-Mijn (Koersel/Beverlo) | Beringen             | 5.265                          | Sint-Theodarduskerk                      |
| Pastorale eenheid Sint-Barbara Beringen      |                                 |                      |                                |                                          |
| Sint-Lambertus                               | Beverlo                         | Beringen             | 4.320                          | Sint-Lambertuskerk                       |
| Sint-Jan de Doper                            | Paal                            | Beringen             | 9.070                          | Sint-Jan de Doperkerk                    |
| Onze-Lieve-Vrouw Onbevlekt Ontvangen         | Tervant (Paal)                  | Beringen             | 2.311                          | Onze-Lieve-Vrouw Onbevlekt Ontvangenkerk |
| Pastorale eenheid Tabor Beringen             |                                 |                      |                                |                                          |
| Sint-Brigida                                 | Koersel                         | Beringen             | 9.954                          | Sint-Brigidakerk                         |
| Heilig Hart                                  | Korspel (Beverlo)               | Beringen             | 4.183                          | Heilig-Hartkerk                          |
| Sint-Gerardus                                | Stal (Koersel)                  | Beringen             | 3.832                          | Sint-Gerarduskerk                        |
| Federatie Heusden                            |                                 |                      |                                |                                          |
| Sint-Valentinus                              | Berkenbos (Heusden)             | Heusden-Zolder       | 7.262                          | Sint-Valentinuskerk                      |
| Sint-Jacobus                                 | Eversel (Heusden)               | Heusden-Zolder       | 1.675                          | Sint-Jacobuskerk                         |
| Sint-Willibrordus                            | Heusden                         | Heusden-Zolder       | 7.000                          | Sint-Willibrorduskerk                    |
| Onze-Lieve-Vrouw                             | Lindeman (Zolder)               | Heusden-Zolder       | 1.288                          | Onze-Lieve-Vrouwkerk                     |
| Federatie Houthalen-Helchteren               |                                 |                      |                                |                                          |
| Sint-Trudo                                   | Helchteren                      | Houthalen-Helchteren | 6.974                          | Sint-Trudokerk                           |
| Sint-Martinus                                | Houthalen                       | Houthalen-Helchteren | 7.500                          | Sint-Martinuskerk                        |
| Onze-Lieve-Vrouw van Banneux                 | Houthalen-Oost (Houthalen)      | Houthalen-Helchteren | 8.027                          | Onze-Lieve-Vrouw van Banneuxkerk         |
| Sint-Jozef Werkman                           | Laak (Houthalen)                | Houthalen-Helchteren | 1.257                          | Sint-Jozef Werkmankerk                   |
| Sint-Antonius                                | Lillo (Houthalen)               | Houthalen-Helchteren | 1.389                          | Sint-Antoniuskerk                        |
| Sint-Lambertus                               | Meulenberg (Houthalen)          | Houthalen-Helchteren | 5.463                          | Sint-Lambertuskerk                       |
| Federatie Leopoldsburg                       |                                 |                      |                                |                                          |
| Heilig Sacrament                             | Geleeg (Leopoldsburg)           | Leopoldsburg         | 3.000                          | Kerk van het Heilig Sacrament            |
| Sint-Blasius                                 | Heppen                          | Leopoldsburg         | 4.625                          | Sint-Blasiuskerk                         |
| Onze-Lieve-Vrouw Tenhemelopneming            | Leopoldsburg                    | Leopoldsburg         | 5.650                          | Onze-Lieve-Vrouw Tenhemelopnemingskerk   |
| Onze-Lieve-Vrouw Maagd der Armen             | Strooiendorp (Leopoldsburg)     | Leopoldsburg         | 2.283                          | Onze-Lieve-Vrouw Maagd der Armenkerk     |
| Pastorale eenheid Sint-Menas Tessenderlo-Ham |                                 |                      |                                |                                          |
| Sint-Barbara                                 | Berg (Tessenderlo)              | Tessenderlo          | 1.586                          | Sint-Barbarakerk                         |
| Sint-Lucia                                   | Engsbergen (Tessenderlo)        | Tessenderlo          | 2.693                          | Sint-Luciakerk                           |
| Onze-Lieve-Vrouw Onbevlekt Ontvangen         | Hulst (Tessenderlo)             | Tessenderlo          | 3.941                          | Onze-Lieve-Vrouw Onbevlekt Ontvangenkerk |
| Sint-Jozef Werkman                           | Schoot (Tessenderlo)            | Tessenderlo          | 2.263                          | Sint-Jozefskerk                          |
| Sint-Martinus                                | Tessenderlo                     | Tessenderlo          | 7.635                          | Sint-Martinuskerk                        |
| Onze-Lieve-Vrouw Tenhemelopneming            | Genendijk (Kwaadmechelen)       | Ham                  | 1.223                          | Onze-Lieve-Vrouw Tenhemelopnemingskerk   |
| Sint-Lambertus                               | Kwaadmechelen                   | Ham                  | 4.091                          | Sint-Lambertuskerk                       |
| Onze-Lieve-Vrouw Geboorte                    | Oostham                         | Ham                  | 5.176                          | Onze-Lieve-Vrouw Geboortekerk            |
| Federatie Zolder                             |                                 |                      |                                |                                          |
| Heilig Hart                                  | Boekt (Zolder)                  | Heusden-Zolder       | 3.200                          | Heilig-Hartkerk                          |
| Sint-Job                                     | Bolderberg (Zolder)             | Heusden-Zolder       | 2.587                          | Sint-Jobkerk                             |
| Sint-Quirinus                                | Viversel (Zolder)               | Heusden-Zolder       | 1.360                          | Sint-Quirinuskerk                        |
| Sint-Hubertus en Vincentius                  | Zolder                          | Heusden-Zolder       | 7.089                          | Sint-Hubertus- en Vincentiuskerk         |

## Dekenaat Bree
Het dekenaat Bree omvat de gemeenten Bocholt, Bree, Meeuwen-Gruitrode,Dilsen-Stokkem, Opglabbeek, Kinrooi en Maaseik.
| Parochie                                            | Stad/dorp/wijk (deelgemeente) | Gemeente          | Inwoners (Bron:Bisdom Hasselt) | Kerk                                     |
| Federatie Bocholt                                   |                               |                   |                                |                                          |
| Sint-Laurentius                                     | Bocholt                       | Bocholt           | 6.150                          | Sint-Laurentiuskerk                      |
| Sint-Monulphus en Gondulphus                        | Kaulille                      | Bocholt           | 4.373                          | Sint-Monulphus- en Gondulphuskerk        |
| Sint-Benedictus                                     | Lozen (Bocholt)               | Bocholt           | 1.098                          | Sint-Benedictuskerk                      |
| Sint-Willibrordus                                   | Reppel                        | Bocholt           | 1.072                          | Sint-Willibrorduskerk                    |
| Pastorale eenheid Emmaüs Bree                       |                               |                   |                                |                                          |
| Sint-Martinus                                       | Beek                          | Bree              | 1.500                          | Sint-Martinuskerk                        |
| Sint-Michiel                                        | Bree                          | Bree              | 6.250                          | Sint-Michielskerk                        |
| Onze-Lieve-Vrouw                                    | Gerdingen                     | Bree              | 1.900                          | Onze-Lieve-Vrouwekerk                    |
| Sint-Trudo                                          | Opitter                       | Bree              | 3.000                          | Sint-Trudokerk                           |
| Sint-Petrus                                         | Tongerlo                      | Bree              | 1.050                          | Sint-Pieterskerk                         |
| Onze-Lieve-Vrouw van het Heilig Hart                | Vostert (Bree)                | Bree              | 1.200                          | Onze-Lieve-Vrouw van het Heilig Hartkerk |
| Federatie Dilsen-Stokkem                            |                               |                   |                                |                                          |
| Sint-Martinus                                       | Dilsen                        | Dilsen-Stokkem    | 6.112                          | Sint-Martinuskerk                        |
| Sint-Petrus                                         | Elen                          | Dilsen-Stokkem    | 2.507                          | Sint-Pieterskerk                         |
| Sint-Paulus                                         | Lanklaar                      | Dilsen-Stokkem    | 4.502                          | Sint-Pauluskerk                          |
| Sint-Monulphus en Gondulphus                        | Rotem                         | Dilsen-Stokkem    | 3.600                          | Sint-Monulphus en Gondulphuskerk         |
| Sint-Elisabeth                                      | Stokkem                       | Dilsen-Stokkem    | 3.218                          | Sint-Elisabethkerk                       |
| Pastorale eenheid Sint-Jozef Kinrooi                |                               |                   |                                |                                          |
| Sint-Lambertus                                      | Geistingen (Ophoven)          | Kinrooi           | 1.376                          | Sint-Lambertuskerk                       |
| Sint-Martinus                                       | Kessenich                     | Kinrooi           | 1.913                          | Sint-Martinuskerk                        |
| Sint-Martinus                                       | Kinrooi                       | Kinrooi           | 3.603                          | Sint-Martinuskerk                        |
| Sint-Leonardus                                      | Molenbeersel                  | Kinrooi           | 3.661                          | Sint-Leonarduskerk                       |
| Sint-Servatius                                      | Ophoven                       | Kinrooi           | 1.690                          | Sint-Servatiuskerk                       |
| Pastorale eenheid HH. Harlindis en Relindis Maaseik |                               |                   |                                |                                          |
| Sint-Anna                                           | Aldeneik (Maaseik)            | Maaseik           | 2.121                          | Sint-Annakerk                            |
| Sint-Gertrudis                                      | Heppeneert (Maaseik)          | Maaseik           | 128                            | Sint-Gertrudiskerk                       |
| Sint-Catharina                                      | Maaseik                       | Maaseik           | 5.981                          | Sint-Catharinakerk (Maaseik)             |
| Sint-Laurentius                                     | Wurfeld (Maaseik)             | Maaseik           | 782                            | Sint-Laurentiuskerk                      |
| Pastorale eenheid Heilige Jakobus Maaseik           |                               |                   |                                |                                          |
| Sint-Donatus                                        | Dorne (Opoeteren)             | Maaseik           | 1.850                          | Sint-Donatuskerk                         |
| Sint-Lambertus                                      | Neeroeteren                   | Maaseik           | 5.400                          | Sint-Lambertuskerk                       |
| Sint-Dionysius                                      | Opoeteren                     | Maaseik           | 3.420                          | Sint-Dionysiuskerk                       |
| Sint-Jozef                                          | Voorshoven (Neeroeteren)      | Maaseik           | 2.000                          | Sint-Jozefskerk                          |
| Onze-Lieve-Vrouw Hulp der Christenen                | Waterloos (Neeroeteren)       | Maaseik           | 2.000                          | Onze-Lieve-Vrouw Hulp der Christenenkerk |
| Federatie Meeuwen-Gruitrode                         |                               |                   |                                |                                          |
| Sint-Harlindis en Relindis                          | Ellikom                       | Meeuwen-Gruitrode | 1.135                          | Sint-Harlindis- en Relindiskerk          |
| Sint-Gertrudis                                      | Gruitrode                     | Meeuwen-Gruitrode | 3.640                          | Sint-Gertrudiskerk                       |
| Sint-Martinus                                       | Meeuwen                       | Meeuwen-Gruitrode | 6.000                          | Sint-Martinuskerk                        |
| Sint-Hubertus                                       | Neerglabbeek                  | Meeuwen-Gruitrode | 910                            | Sint-Hubertuskerk                        |
| Onze-Lieve-Vrouw Tenhemelopneming                   | Wijshagen                     | Meeuwen-Gruitrode | 1.900                          | Onze-Lieve-Vrouw Tenhemelopnemingskerk   |
| Federatie Opglabbeek                                |                               |                   |                                |                                          |
| Sint-Jozef                                          | Louwel (Opglabbeek)           | Opglabbeek        | 2.081                          | Sint-Jozefskerk                          |
| Onze-Lieve-Vrouw der Kempen                         | Nieuwe Kempen (Opglabbeek)    | Opglabbeek        | 1.706                          | Onze-Lieve-Vrouw der Kempenkerk          |
| Sint-Lambertus                                      | Opglabbeek                    | Opglabbeek        | 6.373                          | Sint-Lambertuskerk                       |

## Dekenaat Genk
Het dekenaat Genk omvat de gemeenten As, Genk, Zutendaal, Maasmechelen en Lanaken.
| Parochie                                             | Stad/dorp/wijk                     | Gemeente     | Inwoners (Bron:Bisdom Hasselt) | Kerk                                   |
| Federatie As                                         |                                    |              |                                |                                        |
| Sint-Theresia                                        | As                                 | As           | 3.625                          | Sint-Theresiakerk                      |
| Sint-Niklaas van Tolentijn                           | Niel-bij-As                        | As           | 2.420                          | Sint-Niklaaskerk                       |
| Sint-Barbara                                         | Ter Heide (As)                     | As           | 1.544                          | Sint-Barbarakerk                       |
| Federatie Genk-Noord                                 |                                    |              |                                |                                        |
| Sint-Jozef Werkman                                   | Hoevenzavel (Genk)                 | Genk         | 4.055                          | Sint-Jozef Werkmankerk                 |
| Onze-Lieve-Vrouw Tenhemelopneming                    | Oud-Waterschei (Genk)              | Genk         | 2.700                          | Onze-Lieve-Vrouw Tenhemelopnemingskerk |
| Christus Koning                                      | Waterschei (Genk)                  | Genk         | 7.249                          | Christus Koningkerk                    |
| Sint-Albertus                                        | Zwartberg (Genk)                   | Genk         | 8.542                          | Sint-Albertuskerk                      |
| Federatie Genk-West                                  |                                    |              |                                |                                        |
| Maria Goretti                                        | Bokrijk (Genk)                     | Genk         | 1.428                          | Maria Gorettikerk                      |
| Sint-Jan Baptist de la Salle                         | Boxbergheide (Genk)                | Genk         | 5.500                          | Sint-Jan Baptist de la Sallekerk       |
| Onze-Lieve-Vrouw van de Rozenkrans                   | Termien (Genk)                     | Genk         | 5.160                          | Onze-Lieve-Vrouw van de Rozenkranskerk |
| Heilig Hart                                          | Winterslag (Genk)                  | Genk         | 5.000                          | Heilig-Hartkerk                        |
| Sint-Eventius                                        | Winterslag (Genk)                  | Genk         | 4.000                          | Sint-Eventiuskerk                      |
| Federatie Genk-Zuid                                  |                                    |              |                                |                                        |
| Onze-Lieve-Vrouw van Fatima                          | Bret-Gelieren (Genk)               | Genk         | 4.585                          | Onze-Lieve-Vrouw van Fatimakerk        |
| Sint-Martinus                                        | Genk                               | Genk         | 10.000                         | Sint-Martinuskerk                      |
| Maria, Moeder van de Kerk                            | Kolderbos-Langerlo (Genk)          | Genk         | 3.539                          | Kerk van Maria, Moeder van de Kerk     |
| Sint-Jozef                                           | Sledderlo (Genk)                   | Genk         | 4.500                          | Sint-Jozefskerk                        |
| Pastorale eenheid Heilige Damiaan De Veuster Lanaken |                                    |              |                                |                                        |
| Sint-Laurentius                                      | Gellik                             | Lanaken      | 2.750                          | Sint-Laurentiuskerk                    |
| Sint-Michael                                         | Kesselt (Veldwezelt)               | Lanaken      | 600                            | Sint-Michielskerk                      |
| Sint-Ursula                                          | Lanaken                            | Lanaken      | 6.650                          | Sint-Ursulakerk                        |
| Sint-Servaas                                         | Lanaken-Heide (Lanaken)            | Lanaken      | 4.000                          | Sint-Servaaskerk                       |
| Sint-Lambertus                                       | Neerharen                          | Lanaken      | 2.000                          | Sint-Lambertuskerk                     |
| Sint-Petrus                                          | Rekem                              | Lanaken      | 4.700                          | Sint-Pieterskerk                       |
| Sint-Jozef                                           | Smeermaas (Lanaken)                | Lanaken      | 2.200                          | Sint-Jozefskerk                        |
| Sint-Lambertus                                       | Veldwezelt                         | Lanaken      | 3.257                          | Sint-Lambertuskerk                     |
| Pastorale eenheid Sint-Vincentius Maasmechelen       |                                    |              |                                |                                        |
| Sint-Barbara                                         | Eisden                             | Maasmechelen | 8.000                          | Sint-Barbarakerk                       |
| Sint-Willibrordus                                    | Eisden                             | Maasmechelen | 4.285                          | Sint-Willibrorduskerk                  |
| Sint-Petrus                                          | Leut                               | Maasmechelen | 1.400                          | Sint-Petruskerk                        |
| Maagd der Armen                                      | Mariaheide (Vucht)                 | Maasmechelen | 7.000                          | Maagd der Armenkerk                    |
| Sint-Laurentius                                      | Meeswijk                           | Maasmechelen | 1.100                          | Sint-Laurentiuskerk                    |
| Sint-Remigius                                        | Vucht                              | Maasmechelen | 900                            | Sint-Remigiuskerk                      |
| Pastorale eenheid Sint-Franciscus Maasmechelen       |                                    |              |                                |                                        |
| Sint-Joris                                           | Boorsem                            | Maasmechelen | 1.100                          | Sint-Joriskerk                         |
| Sint-Philomena                                       | Kotem (Boorsem)                    | Maasmechelen | 950                            | Sint-Philomenakerk                     |
| Sint-Monulphus en Gondulphus                         | Mechelen-aan-de-Maas               | Maasmechelen | 6.000                          | Sint-Monulphus en Gondulphuskerk       |
| Sint-Christoffel                                     | Opgrimbie                          | Maasmechelen | 3.660                          | Sint-Christoffelkerk                   |
| Sint-Petrus en Andreas                               | Proosterbos (Mechelen-aan-de-Maas) | Maasmechelen | 3.700                          | Sint-Petrus en Andreaskerk             |
| Sint-Niklaas                                         | Uikhoven                           | Maasmechelen | 1.130                          | Sint-Niklaaskerk                       |
| Federatie Zutendaal                                  |                                    |              |                                |                                        |
| Onze-Lieve-Vrouw Tenhemelopneming                    | Zutendaal                          | Zutendaal    | 5.100                          | Onze-Lieve-Vrouw Tenhemelopnemingskerk |
| Sint-Jozef                                           | Wiemesmeer (Zutendaal)             | Zutendaal    | 2.100                          | Sint-Jozefskerk                        |

## Dekenaat Hasselt
Het dekenaat Hasselt omvat de gemeenten Diepenbeek, Hasselt, Zonhoven, Halen, Herk-de-Stad en Lummen.
| Parochie                                              | Stad/dorp/wijk (deelgemeente) | Gemeente     | Inwoners (Bron:Bisdom Hasselt) | Kerk                                         |
| Pastorale eenheid Sint-Paulus Diepenbeek              |                               |              |                                |                                              |
| Sint-Servatius                                        | Diepenbeek                    | Diepenbeek   | 8.200                          | Sint-Servatiuskerk                           |
| Regina Pacis                                          | Lutselus (Diepenbeek)         | Diepenbeek   | 7.000                          | Regina Paciskerk                             |
| Heilig Hart                                           | Rooierheide (Diepenbeek)      | Diepenbeek   | 3.145                          | Heilig-Hartkerk                              |
| Pastorale eenheid Sint-Elisabeth Hasselt              |                               |              |                                |                                              |
| Onze-Lieve-Vrouw Tenhemelopneming                     | Kermt                         | Hasselt      | 4.000                          | Onze-Lieve-Vrouw Tenhemelopnemingskerk       |
| Sint-Jozef                                            | Tuilt (Kuringen)              | Hasselt      | 2.000                          | Sint-Jozefskerk                              |
| Onze-Lieve-Vrouw Boodschap                            | Spalbeek                      | Hasselt      | 2.000                          | Onze-Lieve-Vrouw Boodschapkerk               |
| Sint-Amandus                                          | Stokrooie                     | Hasselt      | 2.000                          | Sint-Amanduskerk                             |
| Pastorale eenheid Sint-Franciscus Hasselt             |                               |              |                                |                                              |
| Onze-Lieve-Vrouw Bezoeking                            | Godsheide (Hasselt)           | Hasselt      | 2.850                          | kerk van Onze-Lieve-Vrouw Bezoeking          |
| Onze-Lieve-Vrouw van Banneux                          | Banneuxwijk (Hasselt)         | Hasselt      | 6.200                          | Onze-Lieve-Vrouw van Banneuxkerk             |
| Sint-Lambertus                                        | Kiewit (Hasselt)              | Hasselt      | 4.050                          | Sint-Lambertuskerk                           |
| Sint-Gertrudis                                        | Kuringen                      | Hasselt      | 7.179                          | Sint-Gertrudiskerk                           |
| Sint-Jan                                              | Kuringen                      | Hasselt      | 2.400                          | Sint-Janskerk                                |
| Pastorale eenheid Virga Jesse Hasselt                 |                               |              |                                |                                              |
| Heilig Hart                                           | Hasselt                       | Hasselt      | 5.500                          | Heilig-Hartkerk                              |
| Sint-Catharina                                        | Hasselt                       | Hasselt      | 4.700                          | Sint-Catharinakerk                           |
| Sint-Martinus                                         | Hasselt                       | Hasselt      | 2.334                          | Sint-Martinuskerk                            |
| Sint-Quintinus en Onze-Lieve-Vrouw                    | Hasselt                       | Hasselt      | 10.896                         | Sint-Quintinuskathedraal Virga-Jessebasiliek |
| Sint-Jozef                                            | Rapertingen (Hasselt)         | Hasselt      | 2.500                          | Sint-Jozefskerk                              |
| Heilig Kruis                                          | Runkst (Hasselt)              | Hasselt      | 2.100                          | Heilig Kruiskerk                             |
| Sint-Christoffel (hulpparochie)                       | Runkst (Hasselt)              | Hasselt      | 3.561                          | Sint-Christoffelkerk                         |
| Sint-Hubertus (hulpparochie)                          | Runkst (Hasselt)              | Hasselt      | 5.249                          | Sint-Hubertuskerk                            |
| Sint-Lambertus                                        | Sint-Lambrechts-Herk          | Hasselt      | 4.750                          | Sint-Lambertuskerk                           |
| Sint-Martinus                                         | Stevoort                      | Hasselt      | 3.800                          | Sint-Martinuskerk                            |
| Sint-Niklaas                                          | Wimmertingen                  | Hasselt      | 1.600                          | Sint-Niklaaskerk                             |
| Federatie Halen                                       |                               |              |                                |                                              |
| Sint-Pieter in de Banden                              | Halen                         | Halen        | 3.814                          | Sint-Petruskerk                              |
| Sint-Andreas                                          | Loksbergen                    | Halen        | 1.712                          | Sint-Andreaskerk                             |
| Sint-Lambertus                                        | Zelem                         | Halen        | 2.926                          | Sint-Lambertuskerk                           |
| Sint-Pancratius                                       | Zelk (Halen)                  | Halen        | 895                            | Sint-Pancratiuskerk                          |
| Pastorale eenheid Heilige Maria Amandina Herk-de-Stad |                               |              |                                |                                              |
| Onze-Lieve-Vrouw Geboorte                             | Berbroek                      | Herk-de-Stad | 1.727                          | Onze-Lieve-Vrouw Geboortekerk                |
| Onze-Lieve-Vrouw Geboorte                             | Donk                          | Herk-de-Stad | 1.724                          | Onze-Lieve-Vrouw Geboortekerk                |
| Sint-Martinus                                         | Herk-de-Stad                  | Herk-de-Stad | 4.189                          | Sint-Martinuskerk                            |
| Onze-Lieve-Vrouw Onbevlekt Ontvangen                  | Schakkebroek (Herk-de-Stad)   | Herk-de-Stad | 2.000                          | Onze-Lieve-Vrouw Onbevlekt Ontvangenkerk     |
| Sint-Jan de Doper                                     | Schulen                       | Herk-de-Stad | 2.846                          | Sint-Jan de Doperkerk                        |
| Pastorale eenheid Sint-Anna Lummen                    |                               |              |                                |                                              |
| Sint-Rochus                                           | Genenbos (Lummen)             | Lummen       | 2.091                          | Sint-Rochuskerk                              |
| Sint-Trudo                                            | Linkhout                      | Lummen       | 1.949                          | Sint-Trudokerk                               |
| Onze-Lieve-Vrouw                                      | Lummen                        | Lummen       | 7.250                          | Onze-Lieve-Vrouwkerk                         |
| Sint-Willibrordus                                     | Meldert                       | Lummen       | 2.364                          | Sint-Willibrorduskerk                        |
| Sint-Jan Baptist                                      | Tiewinkel (Lummen)            | Lummen       | 818                            | Sint-Jan Baptistkerk                         |
| Pastorale eenheid Zacheüs Zonhoven                    |                               |              |                                |                                              |
| Sint-Jozef                                            | Halveweg (Zonhoven)           | Zonhoven     | 3.284                          | Sint-Jozefskerk                              |
| Sint-Quintinus                                        | Zonhoven                      | Zonhoven     | 11.147                         | Sint-Quintinuskerk                           |

## Dekenaat Pelt
Het dekenaat Pelt omvat de gemeentes Hamont-Achel, Peer, Neerpelt, Overpelt. Lommel, Hechtel-Eksel.
| Parochie                                   | Stad/dorp/wijk          | Gemeente      | Inwoners (Bron:Bisdom Hasselt) | Kerk                                     |
| Pastorale eenheid Sint-Jozef Hamont-Achel  |                         |               |                                |                                          |
| Sint-Monulphus en Gondulphus               | Achel                   | Hamont-Achel  | 4.050                          | Sint-Monulphus en Gondulphuskerk         |
| Kruisvinding                               | Achel-Statie (Achel)    | Hamont-Achel  | 1.550                          | Kruisvindingskerk                        |
| Sint-Laurentius                            | Hamont                  | Hamont-Achel  | 7.500                          | Sint-Laurentiuskerk                      |
| Salvator Mundi                             | Hamont-Lo (Hamont)      | Hamont-Achel  | 1.500                          | Salvator Mundikerk                       |
| Pastorale eenheid Emmaüs Hechtel-Eksel     |                         |               |                                |                                          |
| Sint-Trudo                                 | Eksel                   | Hechtel-Eksel | 5.550                          | Sint-Trudokerk                           |
| Sint-Lambertus                             | Hechtel                 | Hechtel-Eksel | 6.470                          | Sint-Lambertuskerk                       |
| Pastorale eenheid Sint-Franciscus Lommel   |                         |               |                                |                                          |
| Onze-Lieve-Vrouw ter Kempen (hulpparochie) | Balendijk (Lommel)      | Lommel        | zie Sint-Pieters-Banden        | Onze-Lieve-Vrouw ter Kempenkerk          |
| Sint-Paulus                                | Heeserbergen (Lommel)   | Lommel        | 3.000                          | Sint-Pauluskerk                          |
| Heilig Sacrament                           | Kattenbos (Lommel)      | Lommel        | 1.500                          | Heilig-Sacramentkerk                     |
| Sint-Jan Baptist                           | Kerkhoven (Lommel)      | Lommel        | 3.600                          | Sint-Jan Baptistkerk                     |
| Sint-Pieters-Banden                        | Lommel                  | Lommel        | 10.398                         | Sint-Pietersbandenkerk                   |
| Sint-Barbara                               | Werkplaatsen (Lommel)   | Lommel        | 2.000                          | Sint-Barbarakerk                         |
| Federatie Lommel-Oost                      |                         |               |                                |                                          |
| Sint-Antonius                              | Barrier (Lommel)        | Lommel        | 3.446                          | Sint-Antoniuskerk                        |
| Onze-Lieve-Vrouw van Lourdes               | Heide-Heuvel (Lommel)   | Lommel        | 3.000                          | Onze-Lieve-Vrouw van Lourdeskerk         |
| Sint-Jozef                                 | Kolonie (Lommel)        | Lommel        | 1.800                          | Sint-Jozefskerk                          |
| Maagd der Armen                            | Lutlommel (Lommel)      | Lommel        | 3.520                          | Maagd der Armenkerk                      |
| Pastorale eenheid Tabor Peer               |                         |               |                                |                                          |
| Sint-Hubertus (hulpparochie)               | Erpekom (Grote-Brogel)  | Peer          | 407                            | Sint-Hubertuskerk                        |
| Sint-Trudo                                 | Grote-Brogel            | Peer          | 2.814                          | Sint-Trudokerk                           |
| Sint-Ursula                                | Kleine-Brogel           | Peer          | 1.820                          | Sint-Ursulakerk                          |
| Onze-Lieve-Vrouw Onbevlekt Ontvangen       | Linde (Peer)            | Peer          | 1.644                          | Onze-Lieve-Vrouw Onbevlekt Ontvangenkerk |
| Sint-Trudo                                 | Peer                    | Peer          | 5.734                          | Sint-Trudokerk                           |
| Sint-Jozef                                 | Wauberg (Peer)          | Peer          | 1.145                          | Sint-Jozefskerk                          |
| Sint-Trudo                                 | Wijchmaal               | Peer          | 3.081                          | Sint-Trudokerk                           |
| Pastorale eenheid Sint-Willibrordus Pelt   |                         |               |                                |                                          |
| Sint-Jozef                                 | Boseind (Neerpelt)      | Neerpelt      | 3.310                          | Sint-Jozefskerk                          |
| Maagd der Armen                            | Grote Heide (Neerpelt)  | Neerpelt      | 2.800                          | Maagd der Armenkerk                      |
| Sint-Willibrordus                          | Herent (Neerpelt)       | Neerpelt      | 1.650                          | Sint-Willibrorduskerk                    |
| Sint-Niklaas                               | Neerpelt                | Neerpelt      | 5.850                          | Sint-Niklaaskerk                         |
| Sint-Monulphus en Gondulphus               | Sint-Huibrechts-Lille   | Neerpelt      | 3.100                          | Sint-Monulphus en Gondulphuskerk         |
| Pastorale eenheid De Goede Herder Pelt     |                         |               |                                |                                          |
| Sint-Barbara                               | Holheide (Overpelt)     | Overpelt      | 1.447                          | Sint-Barbarakerk                         |
| Sint-Cornelius                             | Lindelhoeven (Overpelt) | Overpelt      | 3.989                          | Sint-Corneliuskerk                       |
| Sint-Martinus                              | Overpelt                | Overpelt      | 7.380                          | Sint-Martinuskerk                        |

## Dekenaat Sint-Truiden
Het dekenaat Sint-Truiden omvat de gemeenten Gingelom, Nieuwerkerken, Sint-Truiden, Alken, Borgloon, Heers, Kortessem en Wellen.
| Parochie                                    | Stad/dorp/wijk (deelgemeente)     | Gemeente      | Inwoners (Bron:Bisdom Hasselt) | Kerk                                        |
| Federatie Alken                             |                                   |               |                                |                                             |
| Sint-Aldegondis                             | Alken                             | Alken         | 6.000                          | Sint-Aldegondiskerk                         |
| Sint-Joris                                  | Sint-Joris (Alken)                | Alken         | 2.270                          | Sint-Joriskerk                              |
| Onze-Lieve-Vrouw Onbevlekt Ontvangen        | Terkoest (Alken)                  | Alken         | 2.400                          | Onze-Lieve-Vrouw Onbevlekt Ontvangenkerk    |
| Federatie Borgloon                          |                                   |               |                                |                                             |
| Sint-Alfons                                 | Bommershoven                      | Borgloon      | 363                            | Sint-Alfonskerk                             |
| Sint-Odulphus                               | Borgloon                          | Borgloon      | 3.427                          | Sint-Odulphuskerk                           |
| Sint-Servatius (hulpparochie)               | Groot-Loon                        | Borgloon      | 157                            | Sint-Servatiuskerk                          |
| Sint-Jan Baptist (hulpparochie)             | Kuttekoven                        | Borgloon      | 93                             | Sint-Jan Baptistkerk                        |
| Sint-Martinus                               | Gors-Opleeuw                      | Borgloon      | 529                            | Sint-Martinuskerk                           |
| Sint-Dionysius                              | Gotem                             | Borgloon      | 264                            | Sint-Niklaas- en Dionysiuskerk              |
| Sint-Pieter                                 | Haren (Bommershoven)              | Borgloon      | 519                            | Sint-Pieterskerk                            |
| Sint-Lambertus                              | Hendrieken - Voort                | Borgloon      | 381                            | Sint-Lambertuskerk                          |
| Sint-Vedastus                               | Hoepertingen                      | Borgloon      | 2.300                          | Sint-Vedastuskerk                           |
| Heilige Kruisverheffing                     | Jesseren                          | Borgloon      | 758                            | Heilige-Kruisverheffingskerk                |
| Sint-Pantaleon                              | Kerniel                           | Borgloon      | 683                            | Sint-Pataleonkerk                           |
| Sint-Jozef                                  | Rijkel                            | Borgloon      | 730                            | Sint-Jozefskerk                             |
| Federatie Gingelom                          |                                   |               |                                |                                             |
| Sint-Pieter                                 | Boekhout                          | Gingelom      | 305                            | Sint-Pieterskerk                            |
| Sint-Petrus                                 | Borlo                             | Gingelom      | 658                            | Sint-Pieterskerk                            |
| Sint-Trudo                                  | Buvingen - Muizen                 | Gingelom      | 461                            | Sint-Trudokerk                              |
| Sint-Petrus                                 | Gingelom                          | Gingelom      | 1.743                          | Sint-Pieterskerk                            |
| Sint-Joris                                  | Jeuk                              | Gingelom      | 1.564                          | Sint-Joriskerk                              |
| Sint-Saturninus                             | Mielen-boven-Aalst                | Gingelom      | 971                            | Sint-Saturninuskerk                         |
| Sint-Martinus                               | Montenaken                        | Gingelom      | 1.447                          | Sint-Martinuskerk                           |
| Sint-Sebastiaan                             | Niel-bij-Sint-Truiden             | Gingelom      | 796                            | Sint-Sebastiaanskerk                        |
| Federatie Heers                             |                                   |               |                                |                                             |
| Sint-Stephanus                              | Batsheers                         | Heers         | 103                            | Sint-Stephanuskerk                          |
| Drie-Morenkerk                              | Gutschoven                        | Heers         | 326                            | De Drie Morenkerk                           |
| Sint-Martinus                               | Heers                             | Heers         | 1.950                          | Sint-Martinuskerk                           |
| Onze-Lieve-Vrouw Tenhemelopneming           | Heks                              | Heers         | 350                            | Onze-Lieve-Vrouw Tenhemelopnemingskerk      |
| Sint-Lambertus                              | Horpmaal                          | Heers         | 513                            | Sint-Lambertuskerk                          |
| Onze-Lieve-Vrouw Boodschap                  | Klein-Gelmen                      | Heers         | 521                            | Onze-Lieve-Vrouw Boodschapkerk              |
| Sint-Anna                                   | Mechelen-Bovelingen               | Heers         | 1.175                          | Sint-Annakerk                               |
| Sint-Martinus                               | Mettekoven                        | Heers         | 177                            | Sint-Martinuskerk                           |
| Sint-Lambertus                              | Opheers                           | Heers         | 458                            | Sint-Lambertuskerk                          |
| Sint-Quirinus                               | Rukkelingen-Loon                  | Heers         | 495                            | Sint-Quirinuskerk                           |
| Sint-Martinus                               | Vechmaal                          | Heers         | 626                            | Sint-Martinuskerk                           |
| Onze-Lieve-Vrouw Tenhemelopneming           | Veulen                            | Heers         | 456                            | Onze-Lieve-Vrouw Tenhemelopnemingskerk      |
| Federatie Kortessem                         |                                   |               |                                |                                             |
| Sint-Quintinus                              | Guigoven                          | Kortessem     | 1.060                          | Sint-Quintinuskerk                          |
| Sint-Petrus                                 | Kortessem                         | Kortessem     | 3.422                          | Sint-Pieterskerk                            |
| Sint-Agapituskerk                           | Vliermaal                         | Kortessem     | 1.449                          | Sint-Agapituskerk                           |
| Onze-Lieve-Vrouw Tenhemelopneming           | Vliermaalroot                     | Kortessem     | 1.344                          | Onze-Lieve-Vrouw Tenhemelopnemingskerk      |
| Sint-Pietersbanden                          | Wintershoven                      | Kortessem     | 595                            | Sint-Pietersbandenkerk                      |
| Sint-Amandus                                | Zammelen (Vliermaal)              | Kortessem     | 444                            | Sint-Amanduskerk                            |
| Pastorale eenheid Sint-Pieter Nieuwerkerken |                                   |               |                                |                                             |
| Sint-Pieter                                 | Nieuwerkerken                     | Nieuwerkerken | 3.950                          | Sint-Pieterskerk                            |
| Sint-Jan Baptist (hulpparochie)             | Binderveld                        | Nieuwerkerken | 800                            | Sint-Jan de Doperkerk                       |
| Sint-Laurentius (hulpparochie)              | Kozen                             | Nieuwerkerken | 1.520                          | Sint-Laurentiuskerk                         |
| Sint-Pietersbanden (hulpparochie)           | Wijer                             | Nieuwerkerken | 1.280                          | Sint-Pietersbandenkerk                      |
| Pastorale eenheid Kana Sint-Truiden         |                                   |               |                                |                                             |
| Sint-Laurentius                             | Brustem                           | Sint-Truiden  | 2.152                          | Sint-Laurentiuskerk                         |
| Sint-Quintinus                              | Gelinden                          | Sint-Truiden  | 1.041                          | Sint-Quintinuskerk                          |
| Sint-Martinus                               | Groot-Gelmen                      | Sint-Truiden  | 650                            | Sint-Martinuskerk                           |
| Pastorale eenheid Sint-Trudo Sint-Truiden   |                                   |               |                                |                                             |
| Onze-Lieve-Vrouw Tenhemelopneming           | Gorsem                            | Sint-Truiden  | 500                            | Onze-Lieve-Vrouw Tenhemelopnemingskerk      |
| Onze-Lieve-Vrouw Tenhemelopneming           | Kortenbos (Sint-Truiden)          | Sint-Truiden  | 1.200                          | Basiliek van Onze-Lieve-Vrouw van Kortenbos |
| Salvator Mundi                              | Melveren (Sint-Truiden)           | Sint-Truiden  | 3.000                          | Salvator Mundikerk                          |
| Sint-Andreas                                | Runkelen                          | Sint-Truiden  | 420                            | Sint-Andreaskerk                            |
| Sint-Jacobus                                | Schurhoven (Sint-Truiden)         | Sint-Truiden  | 3.700                          | Sint-Jacobskerk                             |
| Onze-Lieve-Vrouw Tenhemelopneming           | Sint-Truiden                      | Sint-Truiden  | 6.600                          | Onze-Lieve-Vrouw Tenhemelopnemingskerk      |
| Sint-Gangulphus (hulpparochie)              | Sint-Truiden                      | Sint-Truiden  | 1.500                          | Sint-Gangulfuskerk                          |
| Sint-Augustinus                             | Nieuw Sint-Truiden (Sint-Truiden) | Sint-Truiden  | 7.000                          | Sint-Augustinuskerk                         |
| Sint-Maarten                                | Sint-Truiden                      | Sint-Truiden  | 4.300                          | Sint-Maartenkerk                            |
| Sint-Niklaas en Sint-Pieter                 | Sint-Truiden                      | Sint-Truiden  | 2.500                          | Sint-Pieterskerk                            |
| Onze-Lieve-Vrouw Bezoeking                  | Wilderen - Duras                  | Sint-Truiden  | 2.452                          | Onze-Lieve-Vrouw Bezoekingskerk             |
| Sint-Genoveva                               | Zepperen                          | Sint-Truiden  | 3.500                          | Sint-Genovevakerk                           |
| Federatie Velm                              |                                   |               |                                |                                             |
| Sint-Lambertus                              | Bevingen                          | Sint-Truiden  | 600                            | Sint-Lambertuskerk                          |
| Sint-Petrus en Paulus (hulpparochie)        | Halmaal                           | Sint-Truiden  | 350                            | Sint-Petrus- en Pauluskerk                  |
| Sint-Martinus                               | Kerkom-bij-Sint-Truiden           | Sint-Truiden  | 550                            | Sint-Martinuskerk                           |
| Sint-Martinus                               | Velm                              | Sint-Truiden  | 2.174                          | Sint-Martinuskerk                           |
| Federatie Wellen                            |                                   |               |                                |                                             |
| Sint-Agatha                                 | Berlingen                         | Wellen        | 280                            | Sint-Agathakerk                             |
| Sint-Rochus                                 | Ulbeek                            | Wellen        | 950                            | Sint-Rochuskerk                             |
| Sint-Jan Baptist                            | Wellen                            | Wellen        | 6.100                          | Sint-Jan-de-Doperkerk                       |
| Sint-Lambertus (hulpparochie)               | Herten                            | Wellen        | 100                            | Sint-Lambertuskerk                          |

## Dekenaat Tongeren
Het dekenaat Tongeren omvat de gemeenten Tongeren, Herstappe, Bilzen, Hoeselt, Riemst en Voeren.
| Parochie                                          | Stad/dorp/wijk (deelgemeente)  | Gemeente  | Inwoners (Bron:Bisdom Hasselt) | Kerk                                      |
| Pastorale eenheid Heilige Familie Bilzen          |                                |           |                                |                                           |
| Sint-Gertrudis                                    | Beverst                        | Bilzen    | 2.592                          | Sint-Gertrudiskerk                        |
| Sint-Jozef                                        | Bilzen                         | Bilzen    | 1.150                          | Sint-Jozefskerk                           |
| Sint-Mauritius                                    | Bilzen                         | Bilzen    | 6.650                          | Sint-Mauritiuskerk                        |
| Heilig Hart                                       | Merem (Bilzen)                 | Bilzen    | 1.600                          | Heilig-Hartkerk                           |
| Onze-Lieve-Vrouw Tenhemelopneming                 | Munsterbilzen                  | Bilzen    | 4.470                          | Onze-Lieve-Vrouw Tenhemelopnemingskerk    |
| Onze-Lieve-Vrouw Geboorte                         | Rijkhoven                      | Bilzen    | 1.365                          | Onze-Lieve-Vrouw Geboortekerk             |
| Maagd der Armen                                   | Schoonbeek (Beverst)           | Bilzen    | 2.580                          | Onze-Lieve-Vrouw Maagd der Armenkerk      |
| Federatie Bilzen-Oost                             |                                |           |                                |                                           |
| Sint-Ursula                                       | Eigenbilzen                    | Bilzen    | 2.334                          | Sint-Ursulakerk                           |
| Sint-Adrianus (hulpparochie)                      | Hoelbeek                       | Bilzen    | 518                            | Sint-Adrianuskerk                         |
| Sint-Lambertus                                    | Grote-Spouwen                  | Bilzen    | 1.356                          | Sint-Lambertuskerk                        |
| Sint-Quintinus                                    | Hees                           | Bilzen    | 768                            | Sint-Quintinuskerk                        |
| Sint-Aldegondis                                   | Kleine-Spouwen                 | Bilzen    | 954                            | Sint-Aldegondiskerk                       |
| Sint-Martinus                                     | Martenslinde                   | Bilzen    | 822                            | Sint-Martinuskerk                         |
| Sint-Catharina                                    | Mopertingen                    | Bilzen    | 1.282                          | Sint-Catharinakerk                        |
| Sint-Pieter                                       | Rosmeer                        | Bilzen    | 822                            | Sint-Pieterskerk                          |
| Sint-Remigius                                     | Waltwilder                     | Bilzen    | 1.261                          | Sint-Remigiuskerk                         |
| Pastorale eenheid Heilige Maria Magdalena Hoeselt |                                |           |                                |                                           |
| Sint-Lambertus                                    | Alt-Hoeselt (Hoeselt)          | Hoeselt   | 750                            | Sint-Lambertuskerk                        |
| Sint-Stephanus                                    | Hoeselt                        | Hoeselt   | 4.500                          | Sint-Stephanuskerk                        |
| Maria Middelares                                  | Nederstraat (Hoeselt)          | Hoeselt   | 1.200                          | Onze-Lieve-Vrouw Middelareskerk           |
| Sint-Jan-Baptist                                  | Romershoven                    | Hoeselt   | 837                            | Sint-Jan Baptistkerk                      |
| Sint-Brixius                                      | Schalkhoven                    | Hoeselt   | 320                            | Sint-Brixiuskerk                          |
| Sint-Hubertus                                     | Sint-Huibrechts-Hern           | Hoeselt   | 598                            | Sint-Hubertuskerk                         |
| Sint-Domitianus                                   | Werm                           | Hoeselt   | 650                            | Sint-Domitianuskerk                       |
| Pastorale eenheid Sint-Marcus Tongeren            |                                |           |                                |                                           |
| Sint-Cunibertus                                   | Diets-Heur                     | Tongeren  | 391                            | Sint-Cunibertuskerk                       |
| Kruisvinding                                      | Mal                            | Tongeren  | 985                            | Heilige Kruisvindingskerk                 |
| Sint-Servatius                                    | Nerem                          | Tongeren  | 831                            | Sint-Servatiuskerk                        |
| Sint-Martinus                                     | Rutten                         | Tongeren  | 827                            | Sint-Martinuskerk                         |
| Sint-Servatius                                    | Sluizen                        | Tongeren  | 651                            | Sint-Servatiuskerk                        |
| Sint-Medardus                                     | Vreren                         | Tongeren  | 1.872                          | Sint-Medarduskerk                         |
| Pastorale eenheid Onze Lieve Vrouw Tongeren       |                                |           |                                |                                           |
| Onze-Lieve-Vrouw-Geboorte                         | Tongeren                       | Tongeren  | 6.000                          | Onze-Lieve-Vrouwebasiliek                 |
| Sint-Gillis                                       | Tongeren                       | Tongeren  | 1.549                          | Sint-Gilliskerk                           |
| Sint-Jan Baptist                                  | Tongeren                       | Tongeren  | 3.700                          | Sint-Jan Baptistkerk                      |
| Sint-Jozef                                        | Tongeren                       | Tongeren  | 1.700                          | Sint-Jozefskerk                           |
| Sint-Lutgardis                                    | Tongeren                       | Tongeren  | 2.300                          | Sint-Lutgardiskerk                        |
| Sint-Maternus                                     | Tongeren                       | Tongeren  | 2.445                          | Sint-Maternuskerk                         |
| Pastorale eenheid Sint-Jacobus Tongeren           |                                |           |                                |                                           |
| Sint-Martinus                                     | Berg                           | Tongeren  | 477                            | Sint-Martinuskerk                         |
| Sint-Hubertus                                     | Henis                          | Tongeren  | 742                            | Sint-Hubertuskerk                         |
| Sint-Ludgerus                                     | Neerrepen                      | Tongeren  | 300                            | Sint-Ludgeruskerk                         |
| Sint-Laurentius                                   | Overrepen                      | Tongeren  | 1.000                          | Sint-Laurentiuskerk                       |
| Sint-Gertrudis                                    | Riksingen                      | Tongeren  | 1.500                          | Sint-Gertrudiskerk                        |
| Sint-Stephanus                                    | 's Herenelderen                | Tongeren  | 980                            | Sint-Stephanuskerk                        |
| Pastorale eenheid Sint-Benedictus Tongeren        |                                |           |                                |                                           |
| Sint-Jan Baptist                                  | Herstappe                      | Herstappe | 84                             | Sint-Jan Baptistkerk                      |
| Sint-Servatius                                    | Koninksem                      | Tongeren  | 1.270                          | Sint-Servatiuskerk                        |
| Sint-Petrus                                       | Lauw                           | Tongeren  | 1.000                          | Sint-Pieterskerk                          |
| Sint-Gertrudis                                    | Piringen                       | Tongeren  | 950                            | Sint-Gertrudiskerk                        |
| Sint-Pancratius                                   | Widooie                        | Tongeren  | 390                            | Sint-Pancratiuskerk                       |
| Federatie Vlijtingen                              |                                |           |                                |                                           |
| Sint-Martinus                                     | Genoelselderen                 | Riemst    | 515                            | Sint-Martinuskerk                         |
| Sint-Jan Baptist                                  | Herderen                       | Riemst    | 1.512                          | Sint-Janskerk                             |
| Sint-Hubertus                                     | Kanne                          | Riemst    | 1.142                          | Sint-Hubertuskerk                         |
| Sint-Hubertus                                     | Membruggen                     | Riemst    | 817                            | Sint-Hubertuskerk                         |
| Sint-Stefanus                                     | Millen                         | Riemst    | 1.529                          | Sint-Stefanuskerk                         |
| Sint-Martinus                                     | Riemst - Heukelom (Vroenhoven) | Riemst    | 2.071                          | Sint-Martinuskerk                         |
| Sint-Stephanus                                    | Val-Meer                       | Riemst    | 1.741                          | Sint-Stefanuskerk                         |
| Sint-Albanus                                      | Vlijtingen                     | Riemst    | 2.143                          | Sint-Albanuskerk                          |
| Onze-Lieve-Vrouw van Lourdes (hulpparochie)       | Lafelt (Vlijtingen)            | Riemst    | 479                            | Onze-Lieve-Vrouw van Lourdeskerk          |
| Sint-Pieter en Paulus                             | Vroenhoven                     | Riemst    | 1.200                          | Sint-Pieter en Pauluskerk                 |
| Sint-Pieter en Sint-Laurentius                    | Zichen - Bolder                | Riemst    | 2.135                          | Sint-Pieter en Laurentiuskerk             |
| Sint-Genoveva                                     | Zussen                         | Riemst    | 1.007                          | Sint-Genovevakerk                         |
| Federatie Voeren                                  |                                |           |                                |                                           |
| Onze-Lieve-Vrouw Tenhemelopneming                 | Moelingen                      | Voeren    | 950                            | De Onze-Lieve-Vrouw Tenhemelopnemingskerk |
| Sint-Heribertus                                   | Remersdaal                     | Voeren    | 220                            | Sint-Heribertuskerk                       |
| Sint-Lambertus                                    | 's-Gravenvoeren                | Voeren    | 1.430                          | Sint-Lambertuskerk                        |
| Sint-Martinus                                     | Sint-Martens-Voeren            | Voeren    | 915                            | Sint-Martinuskerk                         |
| Sint-Petrus                                       | Sint-Pieters-Voeren            | Voeren    | 295                            | Sint-Pieterskerk                          |
| Sint-Petrus                                       | Teuven                         | Voeren    | 515                            | Sint-Pieterskerk                          |

1. ↑  bisdom Hasselt, Op weg naar pastorale eenheden (19 maart 2020). Gearchiveerd op 27 oktober 2021. Geraadpleegd op 27 oktober 2021.
2. ↑  bisdom Hasselt. Jaarboek 2021-2022. Gearchiveerd op 8 december 2023.
3. ↑  Vandewijer, Jente, Bisdom Hasselt gaat van 15 naar 7 dekenaten (19 augustus 2020). Gearchiveerd op 27 oktober 2021. Geraadpleegd op 27 oktober 2021.